# Holtermannia
Holtermannia — рід грибів родини Holtermanniaceae. Назва вперше опублікована 1910 року.
Рід поширений у південно-східній Азії та Бразилії.